# Aletta Ocean
Aletta Ocean (1987. december 14. –) magyar pornószínésznő és modell. Mintegy 100 pornófilmben vett már részt. 2007-ben, akkori barátján keresztül – aki alkalmi rendezőként és később a 21Sextury-Network munkatársaként a kulisszák mögött dolgozott – került kapcsolatba a pornószakmával, és jó pár film elkészítésében rendezőként vett részt. Fél évvel később, iskolája befejezése után főállású pornószínészként kívánt elhelyezkedni. A Doris és Aletta Alien álnevek alatt szerepelt első filmjeiben. Azóta számtalan plasztikai műtéten esett át, arcát és testét szinte teljesen átszabták.

## Díjai
- 2010 AVN Award: az év legjobb külföldi női előadója[3][4]
- 2010 AVN Award: legjobb szexjelent külföldi forgatású filmben[3]

## Válogatott filmográfia
- All Internal 10 (2009) (V)
- Anal hunter 9 (2013) (V)
- Anal Cavity Search 7 (2009) (V)
- Baby Got Boobs 2 (2009) (V)
- Big Butts Like It Big 7 (2010) (V)
- Big Tits At Work 10 (2010) (V)
- Bobbi Violates Europe (2009) (V)
- Cum For Cover 2 (2008) (V)
- Doll House 6 (2009) (V)
- Dollz House (2009) (V)
- Donne d'Onore   (2008) (V)
- Fuck Dolls 12 (2009) (V)
- Fuck Team 5 5 (2009) (V)
- Gangbang Auditions 24 (2010) (V)
- Gangbang Junkies 2 (2008) (V)
- Hungarian Angels (2008) (V)

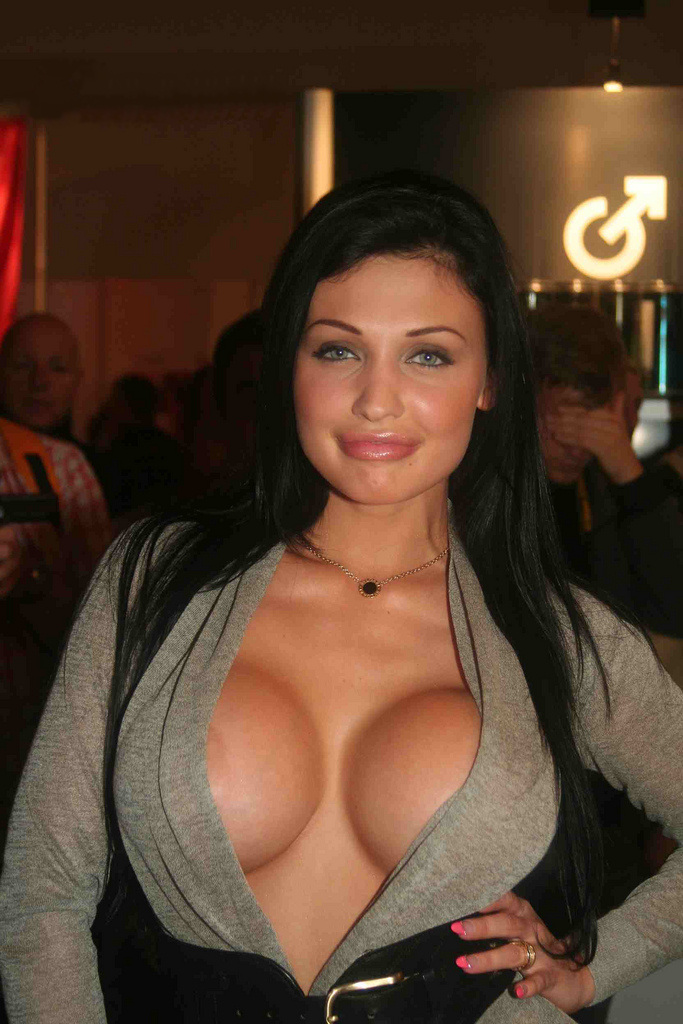
2010-ben

- I Kissed a Girl and I Licked It (2009) (V)
- I Was Tight Yesterday 9 (2009) (V)
- In The Butt 3 (2009) (V)
- Innocent Until Proven Filthy 7 (2010) (V)
- Lesbian Lip Service (2008) (V)
- My Evil Sluts 2 (2008) (V)
- My Evil Sluts 5 (2010) (V)
- Nasty Babes 2   (2009) (V)
- Octopussy: A XXX Parody (2010) (V)
- Only Girls Allowed 5   (2008) (V)
- Pound The Round POV 3 (2010) (V)
- Pussy Cats 4 (2009) (V)
- Real Wife Stories 5 (2009) (V)
- Registered Nurse 2 (2009) (V)
- Rico the Destroyer (2009) (V)
- Rocco - Animal Trainer 29 (2009) (V)
- Rocco - Puppet Master 7 (2009) (V)
- Russian Institute - Lesson 10 (Holidays) (2008) (V)
- Russian Institute - Lesson 11 (Pony Club) (2008) (V)
- Sadie And Friends 4 (2009) (V)
- Slam It in A Filthy Fucker (2009) (V)
- Slutty & Sluttier 7 (2008) (V)
- Sperm Swap 6 (2009) (V)
- Sweet Seductions 3 (2010) (V)
- Team Anal 2   (2010) (V)
- Teen X Two 3 (2008) (V)
- Tender Touch 1 (2008) (V)
- There's a Great Big Penis In My Butt (2009) (V)
- This Butt's 4 U 5 (2009) (V)
- Trust Justice 5 (2009) (V)